# Paolo Povia
Paolo Davide Povia (17 febbraio 1979) è un allenatore di pallacanestro italiano.

## Carriera
Ha guidato la Costa d'Avorio ai Campionati mondiali del 2019.

## Palmarès
- LNB: 1

Vevey Riviera Basket: 2016-17